# Banco Central de Surinam
El Banco Central de Surinam (en neerlandés: Centrale Bank van Suriname) es la máxima autoridad monetaria y el consejo de administración en asuntos monetaria y económicos del país.
Las tareas del banco central fueron legislados en la Ley del Banco de 1956. Como otros bancos centrales, es la principal autoridad monetaria del país. Otras tareas incluyen la promoción del valor y la estabilidad de la moneda de Surinam, la prestación de dinero circulante, la supervisión de la banca privada y la unión de crédito de las actividades, junto con el equilibrado desarrollo socioeconómico.
El banco central está encabezada por un Gobernador y dividido en tres direcciones: Operaciones Bancarias, Asuntos Monetarios y Económicos y Supervisión.

## Historia
Después del inicio de autogobierno político de Surinam de los Países Bajos en el año 1954, se impulsaron cambios en el sistema monetario del país; el 1 de abril de 1957, el Banco Central de Suriname fue establecido en Paramaribo y se hizo cargo de la emisión de moneda.
Hasta 1957, De Surinaamsche Banco (OSD), que en ese momento era una filial del Nederlandsche Handel-Maatschappij y el banco comercial más grande en Surinam, actuó como emisor de moneda por defecto.

## Gobernadores
- Rudolf Groenman, abril de 1957 - octubre de 1961
- Víctor Max de Miranda, julio 1963 – diciembre 1980
- Jules Sedney, diciembre de 1980 - enero de 1983
- Henk Goedschalk, enero de 1985 - enero de 1994
- André Telting, marzo 1994 – diciembre 1996
- Henk Goedschalk, enero de 1997 – agosto de 2000[2]
- André Telting, septiembre de 2000 – agosto de 2010
- Gillmore Hoefdraad, septiembre de 2010 - agosto de 2015
- Glenn Gersie, febrero de 2016 – febrero de 2019
- Robert-Gray van Trikt, marzo de 2019 – enero de 2020
- Maurice Roemer, febrero de 2020 –

Fuente:

## Véase también

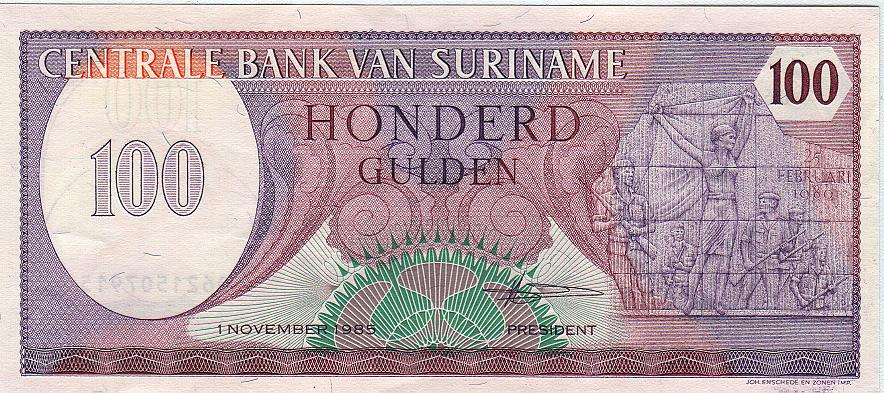
Billete de 100 florines de Surinam que fue puesto en circulación por el banco hasta el año 2004.